# Paulhiac
Paulhiac est une commune du sud-ouest de la France, située dans le département de Lot-et-Garonne (région Nouvelle-Aquitaine).

## Géographie

### Localisation
La commune est limitrophe du département de la Dordogne.

### Communes limitrophes
Les communes limitrophes sont Vergt-de-Biron, Dévillac, Gavaudun, Laussou, Monflanquin, Montagnac-sur-Lède et Biron.
| Dévillac | Vergt-de-Biron (Dordogne) | Biron (Dordogne) par un quadripoint |
| Laussou  | Paulhiac                  | Gavaudun                            |
|          | Monflanquin               | Montagnac-sur-Lède                  |

### Hameaux et lieux-dits
Le territoire de la commune comprend trois hameaux :
- Bonnenouvelle
- Souliès
- Genibrède

### Climat
Pour des articles plus généraux, voir Climat de la Nouvelle-Aquitaine et Climat de Lot-et-Garonne.
Historiquement, la commune est exposée à un climat océanique aquitain.  
En 2020, Météo-France publie une typologie des climats de la France métropolitaine dans laquelle la commune est exposée à un climat océanique altéré et est dans la région climatique Aquitaine, Gascogne, caractérisée par une pluviométrie abondante au printemps, modérée en automne, un faible ensoleillement au printemps, un été chaud (19,5 °C), des vents faibles, des brouillards fréquents en automne et en hiver et des orages fréquents en été (15 à 20 jours).
Pour la période 1971-2000, la température annuelle moyenne est de 13,1 °C, avec une amplitude thermique annuelle de 15,2 °C. Le cumul annuel moyen de précipitations est de 853 mm, avec 11 jours de précipitations en janvier et 6,8 jours en juillet. Pour la période 1991-2020, la température moyenne annuelle observée sur la station météorologique la plus proche, située sur la commune de Lacapelle-Biron à 7 km à vol d'oiseau, est de 13,6 °C et le cumul annuel moyen de précipitations est de 833,3 mm,. Pour l'avenir, les paramètres climatiques de la commune estimés pour 2050 selon différents scénarios d’émission de gaz à effet de serre sont consultables sur un site dédié publié par Météo-France en novembre 2022.

## Urbanisme

### Typologie
Au 1er janvier 2024, Paulhiac est catégorisée commune rurale à habitat très dispersé, selon la nouvelle grille communale de densité à sept niveaux définie par l'Insee en 2022.
Elle est située hors unité urbaine et hors attraction des villes,.

### Occupation des sols

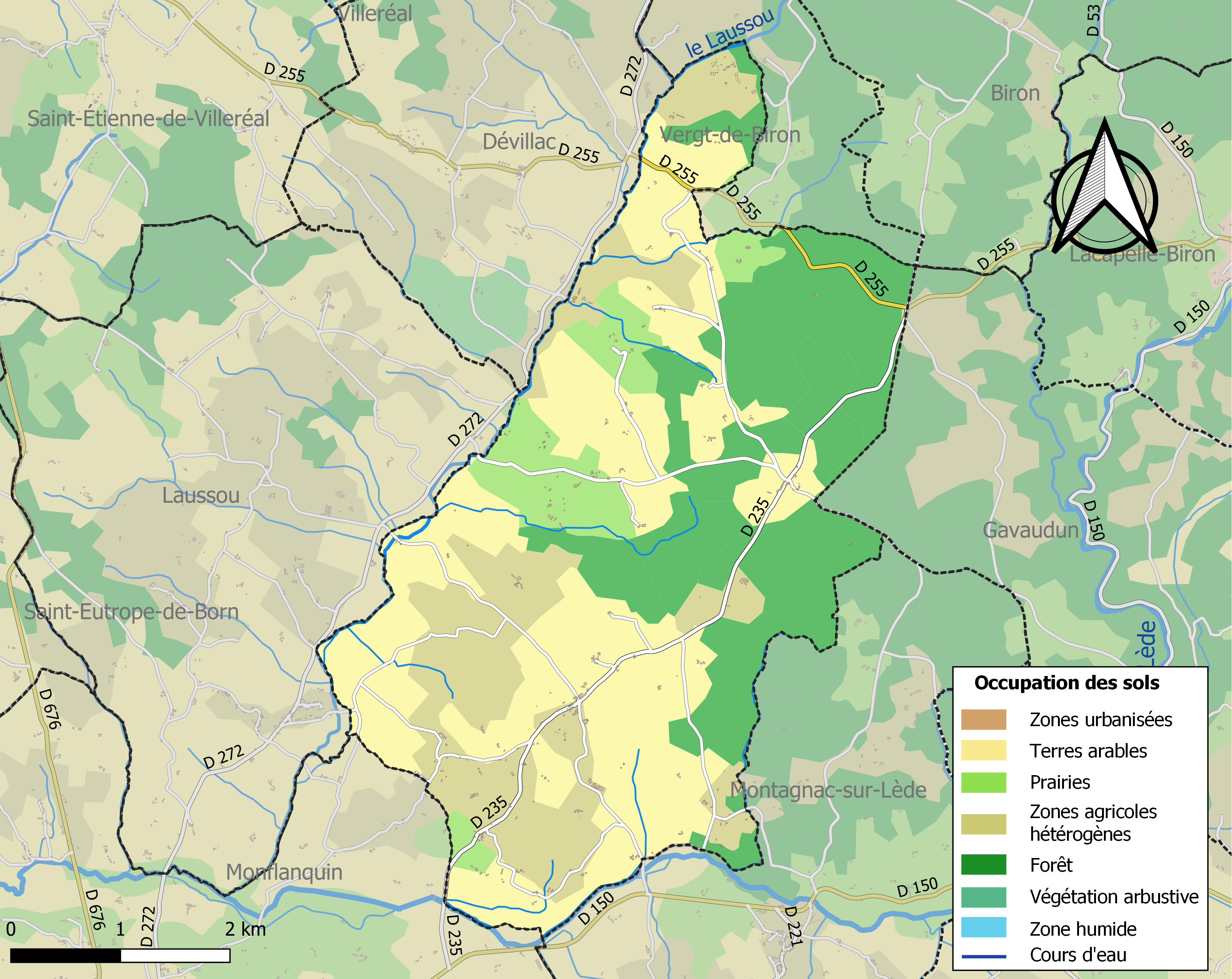
Carte des infrastructures et de l'occupation des sols de la commune en 2018 (CLC).

L'occupation des sols de la commune, telle qu'elle ressort de la base de données européenne d’occupation biophysique des sols Corine Land Cover (CLC), est marquée par l'importance des territoires agricoles (69,5 % en 2018), en diminution par rapport à 1990 (70,5 %). La répartition détaillée en 2018 est la suivante : 
terres arables (40,3 %), forêts (30,5 %), zones agricoles hétérogènes (20,9 %), prairies (8,3 %). L'évolution de l’occupation des sols de la commune et de ses infrastructures peut être observée sur les différentes représentations cartographiques du territoire : la carte de Cassini (XVIIIe siècle), la carte d'état-major (1820-1866) et les cartes ou photos aériennes de l'IGN pour la période actuelle (1950 à aujourd'hui).

### Risques majeurs
Le territoire de la commune de Paulhiac est vulnérable à différents aléas naturels : météorologiques (tempête, orage, neige, grand froid, canicule ou sécheresse), inondations, feux de forêts, mouvements de terrains et séisme (sismicité très faible). Un site publié par le BRGM permet d'évaluer simplement et rapidement les risques d'un bien localisé soit par son adresse soit par le numéro de sa parcelle.
Certaines parties du territoire communal sont susceptibles d’être affectées par le risque d’inondation par une crue à  débordement lent de cours d'eau, notamment la Lède et le Laussou. La commune a été reconnue en état de catastrophe naturelle au titre des dommages causés par les inondations et coulées de boue survenues en 1982, 1993, 1999, 2008 et 2009,.
Paulhiac est exposée au risque de feu de forêt. Depuis le 20 avril 2016, les départements de la Gironde, des Landes et de Lot-et-Garonne disposent d’un règlement interdépartemental de protection de la forêt contre les incendies. Ce règlement vise à mieux prévenir les incendies de forêt, à faciliter les interventions des services et à limiter les conséquences, que ce soit par le débroussaillement, la limitation de l’apport du feu ou la réglementation des activités en forêt. Il définit en particulier cinq niveaux de vigilance croissants auxquels sont associés différentes mesures,.
Les mouvements de terrains susceptibles de se produire sur la commune sont des tassements différentiels.

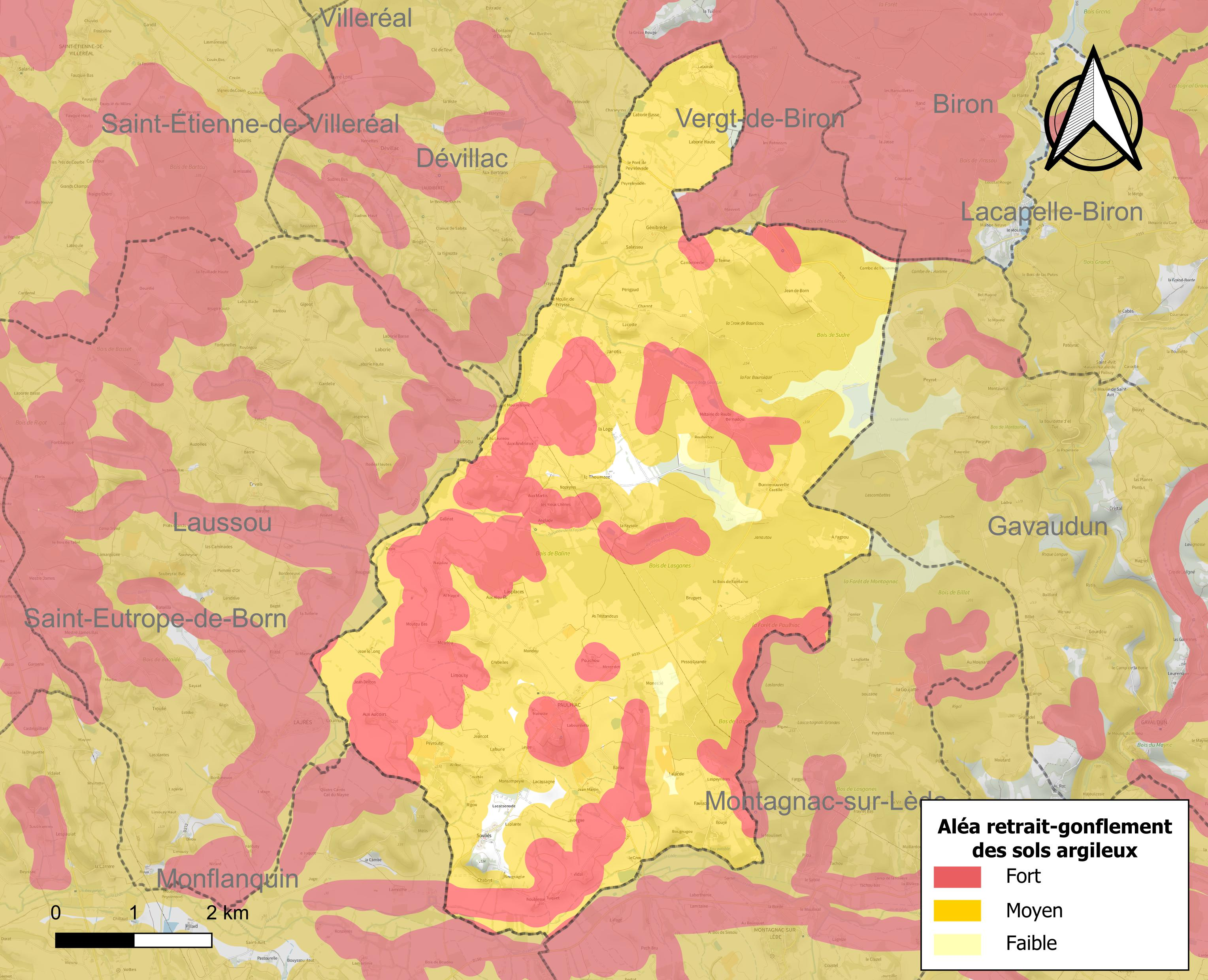
Carte des zones d'aléa retrait-gonflement des sols argileux de Paulhiac.

Le retrait-gonflement des sols argileux est susceptible d'engendrer des dommages importants aux bâtiments en cas d’alternance de périodes de sécheresse et de pluie. 94,8 % de la superficie communale est en aléa moyen ou fort (91,8 % au niveau départemental et 48,5 % au niveau national). Depuis le 1er octobre 2020, en application de la loi ELAN, différentes contraintes s'imposent aux vendeurs, maîtres d'ouvrages ou constructeurs de biens situés dans une zone classée en aléa moyen ou fort,.
Concernant les mouvements de terrains, la commune a été reconnue en état de catastrophe naturelle au titre des dommages causés par la sécheresse en 1990, 2003 et 2005 et par des mouvements de terrain en 1999.

## Politique et administration
| Période                                  | Période  | Identité        | Étiquette | Qualité                                                            |
| ---------------------------------------- | -------- | --------------- | --------- | ------------------------------------------------------------------ |
| 1987                                     | En cours | Marcel Calmette | PS        | Conseiller général du canton de Monflanquin depuis le 27 mars 2011 |
| Les données manquantes sont à compléter. |          |                 |           |                                                                    |

## Démographie
L'évolution du nombre d'habitants est connue à travers les recensements de la population effectués dans la commune depuis 1800. Pour les communes de moins de 10 000 habitants, une enquête de recensement portant sur toute la population est réalisée tous les cinq ans, les populations de référence des années intermédiaires étant quant à elles estimées par interpolation ou extrapolation. Pour la commune, le premier recensement exhaustif entrant dans le cadre du nouveau dispositif a été réalisé en 2004.

En 2022, la commune comptait 307 habitants, en stagnation par rapport à 2016 (Lot-et-Garonne : −0,18 %, France hors Mayotte : +2,11 %).
| 1800 | 1806 | 1821 | 1831  | 1836 | 1841  | 1846  | 1851 | 1856 |
| ---- | ---- | ---- | ----- | ---- | ----- | ----- | ---- | ---- |
| 920  | 920  | 995  | 1 008 | 975  | 1 010 | 1 040 | 934  | 820  |

| 1861 | 1866 | 1872 | 1876 | 1881 | 1886 | 1891 | 1896 | 1901 |
| ---- | ---- | ---- | ---- | ---- | ---- | ---- | ---- | ---- |
| 765  | 755  | 711  | 717  | 680  | 636  | 654  | 592  | 578  |

| 1906 | 1911 | 1921 | 1926 | 1931 | 1936 | 1946 | 1954 | 1962 |
| ---- | ---- | ---- | ---- | ---- | ---- | ---- | ---- | ---- |
| 548  | 530  | 448  | 422  | 416  | 424  | 359  | 366  | 297  |

| 1968 | 1975 | 1982 | 1990 | 1999 | 2004 | 2006 | 2009 | 2014 |
| ---- | ---- | ---- | ---- | ---- | ---- | ---- | ---- | ---- |
| 298  | 242  | 206  | 215  | 225  | 257  | 276  | 304  | 299  |

| 2019 | 2022 | - | - | - | - | - | - | - |
| ---- | ---- | - | - | - | - | - | - | - |
| 309  | 307  | - | - | - | - | - | - | - |

## Lieux et monuments
- Église Notre-Dame-de-la-Purification dans le hameau de Bonnenouvelle.

L'église est datée du XVe et du début du XVIe siècle. Orientée nord-sud, elle est de style gothique. Le chœur est situé à l'emplacement où fut découverte une statue miraculeuse. L'église était alors un lieu de pèlerinages. L'église est décorée d'une litre funéraire avec le blason des seigneurs de Fumel du XVIIe siècle. Elle comprend un portail du XVIe siècle et des colonnes torsadées à l'intérieur. Elle a subi des destructions au cours des guerres de Religion. L'édifice a été inscrit au titre des monuments historiques en 1994.

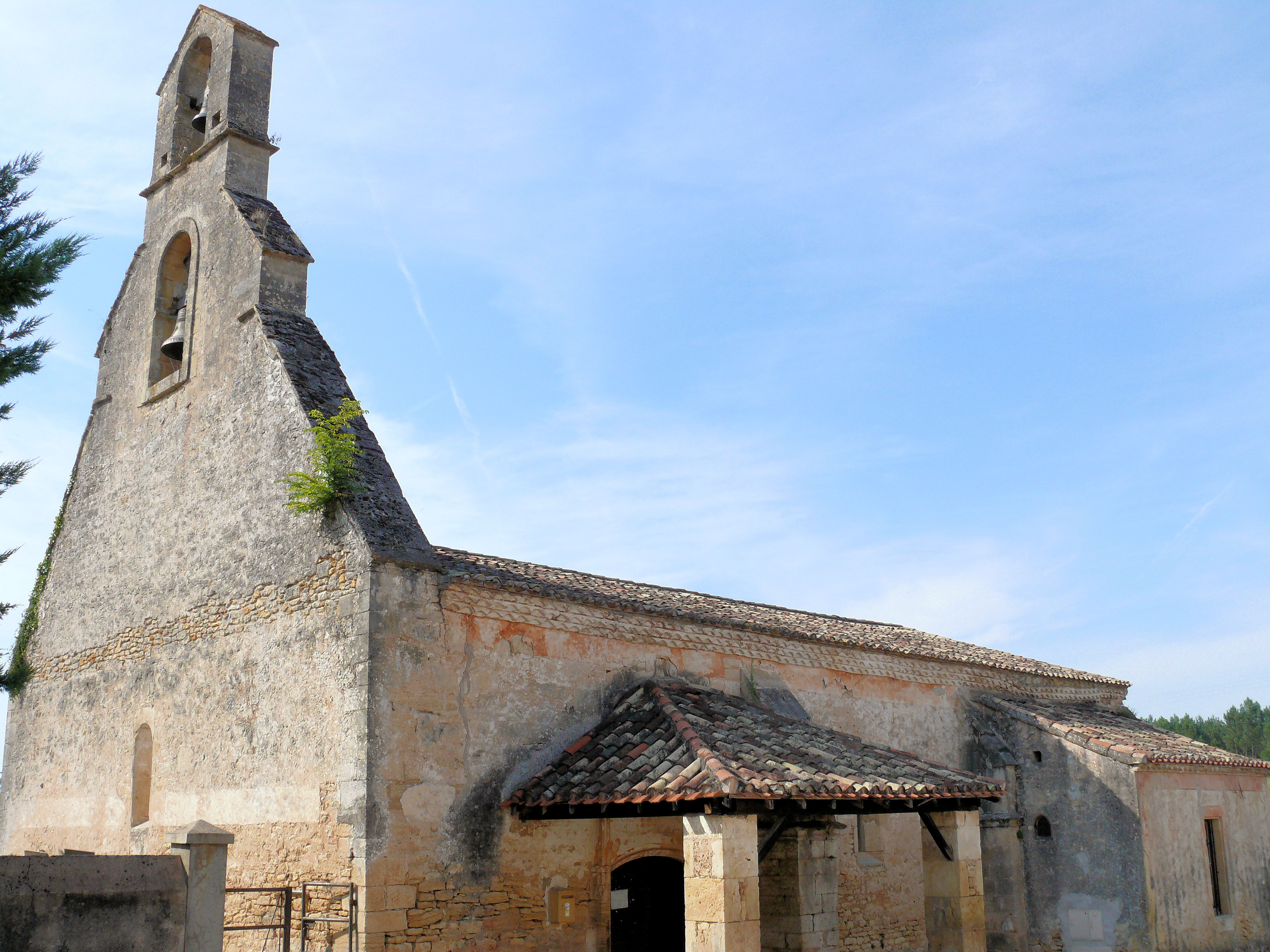
Église de Bonnenouvelle - Ensemble.
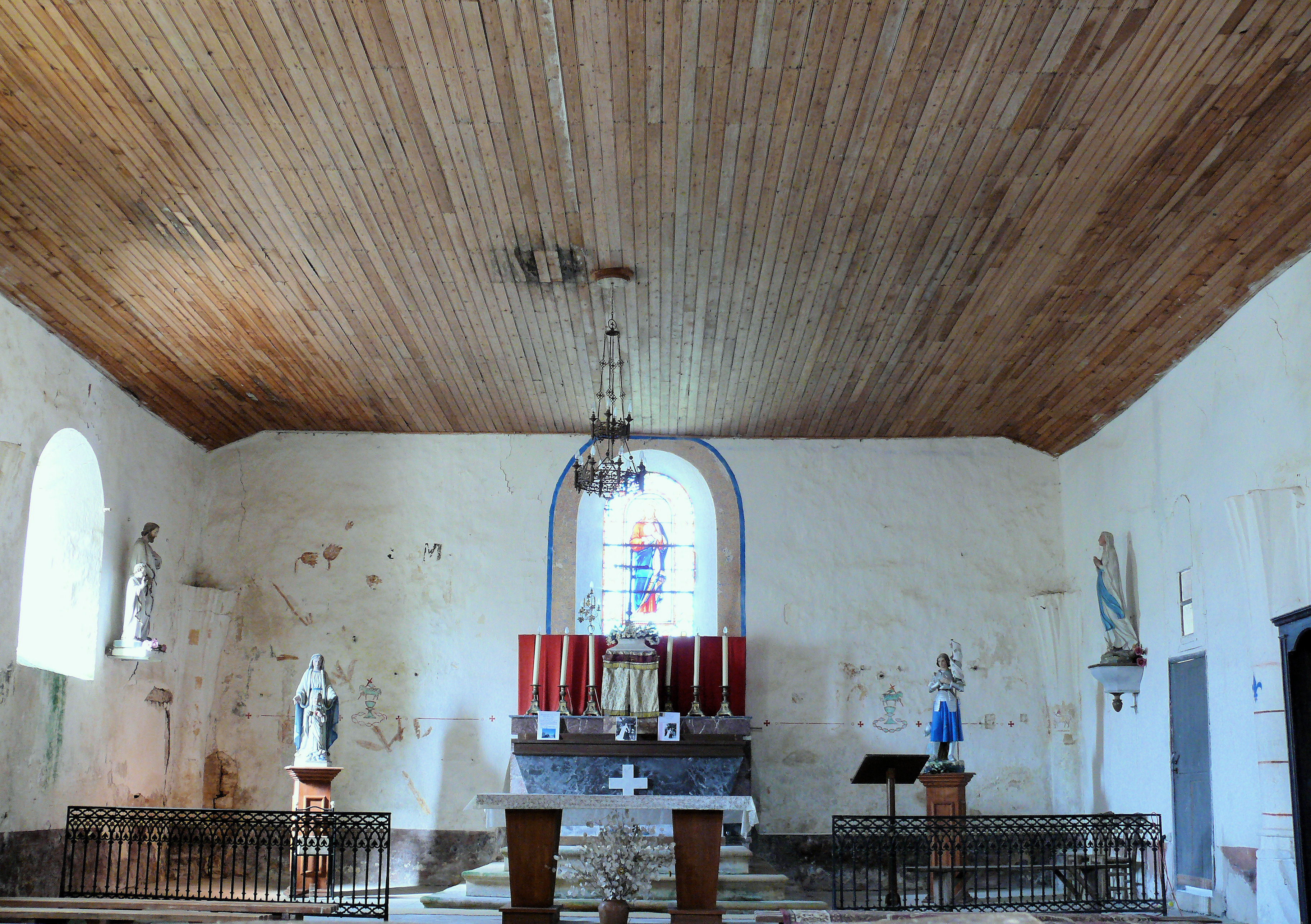
Église de Bonnenouvelle - Nef.
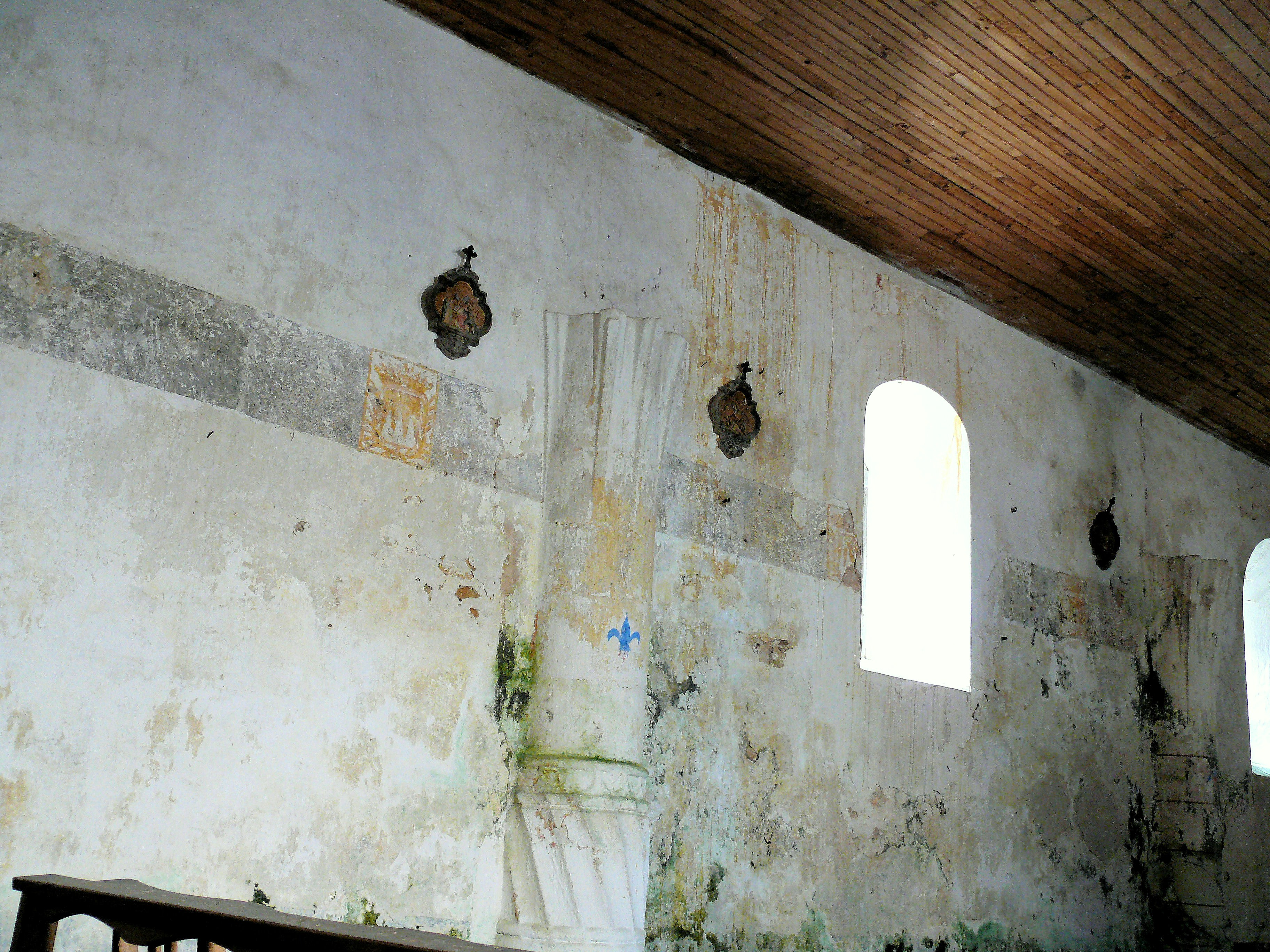
Église de Bonnenouvelle - Colonne torsadée et litre funéraire aux armes des seigneurs de Fumel.

- Église Saint-Vincent de Souliès : La façade occidentale a été inscrite au titre des monuments historiques en 1950[27].
- Église Saint-Martin de Génibrède.

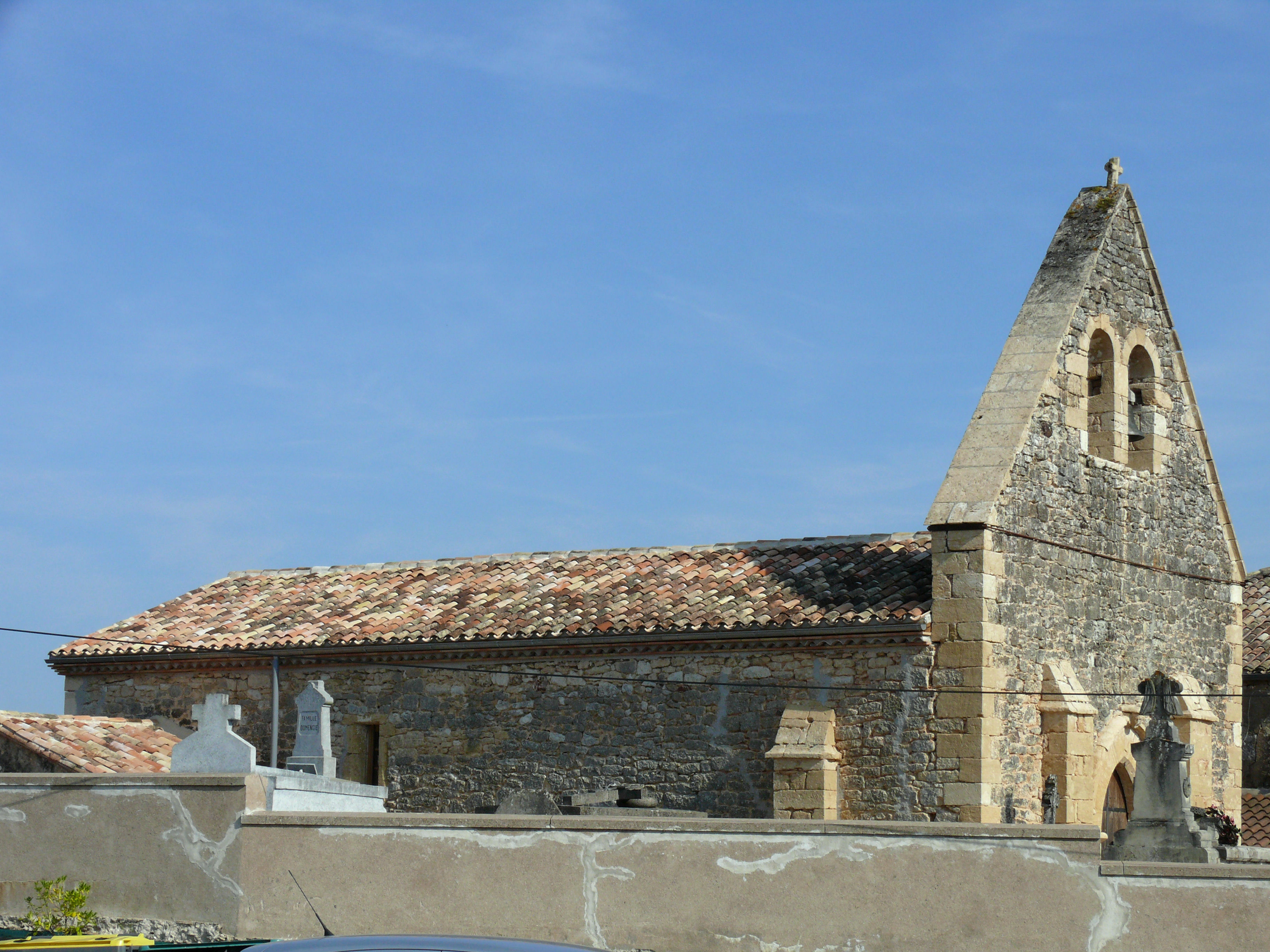
Église de Genibrède - Ensemble.

## Personnalités liées à la commune
- Guy de Paulhiac fut le médecin du pape Urbain V.